# Кабанес (Аверон)
Кабане́с (фр. Cabanès, окс. Cabanas) — коммуна во Франции, находится в регионе Окситания. Департамент — Аверон. Входит в состав кантона Носель. Округ коммуны — Родез.
Код INSEE коммуны — 12041.
Коммуна расположена приблизительно в 520 км к югу от Парижа, в 95 км северо-восточнее Тулузы, в 29 км к юго-западу от Родеза.

## Население
Население коммуны на 2008 год составляло 237 человек.
| 1962 | 1968 | 1975 | 1982 | 1990 | 1999 | 2008 |
| ---- | ---- | ---- | ---- | ---- | ---- | ---- |
| 279  | 349  | 311  | 291  | 237  | 220  | 237  |

## Экономика

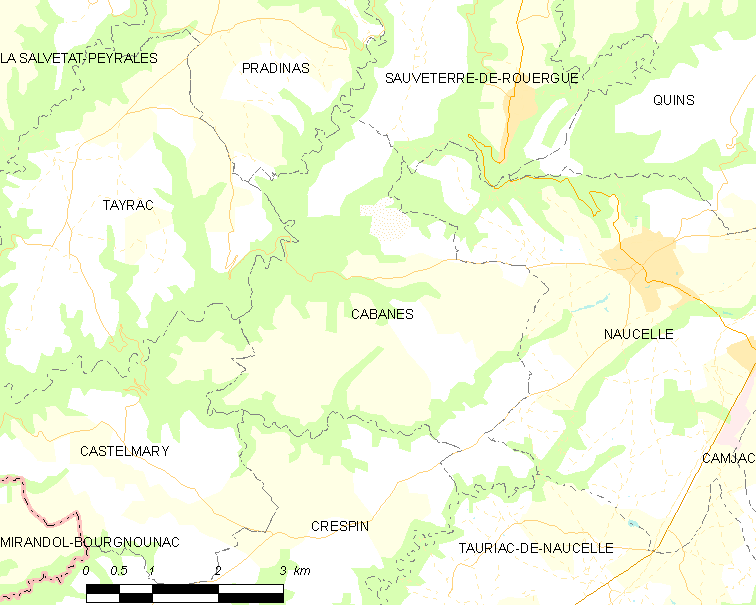
Карта коммуны

В 2007 году среди 123 человек в трудоспособном возрасте (15—64 лет) 90 были экономически активными, 33 — неактивными (показатель активности — 73,2 %, в 1999 году было 63,0 %). Из 90 активных работали 87 человек (49 мужчин и 38 женщин), безработных было 3 (1 мужчина и 2 женщины). Среди 33 неактивных 7 человек были учениками или студентами, 18 — пенсионерами, 8 были неактивными по другим причинам.